# Churchill Cup 2009
La Churchill Cup 2009 fue la séptima edición de esa competencia de rugby hoy extinta.
Comenzó el 6 de junio y terminó el 21 del mismo mes. 

## Posiciones

### Grupo A
| Pos. | Equipo    | Encuentros | Encuentros | Encuentros | Encuentros | Tantos  | Tantos    | Tantos     | Puntos |
| Pos. | Equipo    | jugados    | ganados    | empatados  | perdidos   | a favor | en contra | diferencia | Puntos |
| ---- | --------- | ---------- | ---------- | ---------- | ---------- | ------- | --------- | ---------- | ------ |
| 1    | Irlanda A | 2          | 2          | 0          | 0          | 70      | 24        | + 46       | 10     |
| 2    | Canadá    | 2          | 1          | 0          | 1          | 61      | 40        | + 21       | 5      |
| 3    | Georgia   | 2          | 0          | 0          | 2          | 15      | 82        | - 67       | 0      |

| 6 de junio | Canadá | 42 – 10 | Georgia |  |  |

| 10 de junio | Irlanda A | 30 – 19 | Canadá |  |  |

| 14 de junio | Irlanda A | 40 – 5 | Georgia |  |  |

### Grupo B
| Pos. | Equipo         | Encuentros | Encuentros | Encuentros | Encuentros | Tantos  | Tantos    | Tantos     | Puntos |
| Pos. | Equipo         | jugados    | ganados    | empatados  | perdidos   | a favor | en contra | diferencia | Puntos |
| ---- | -------------- | ---------- | ---------- | ---------- | ---------- | ------- | --------- | ---------- | ------ |
| 1    | England Saxons | 2          | 2          | 0          | 0          | 84      | 37        | + 44       | 9      |
| 2    | Argentina XV   | 2          | 1          | 0          | 1          | 55      | 42        | + 13       | 4      |
| 3    | Estados Unidos | 2          | 0          | 0          | 2          | 31      | 91        | - 60       | 0      |

| 6 de junio | England Saxons | 28 – 20 | Argentina XV |  |  |

| 10 de junio | Estados Unidos | 14 – 35 | Argentina XV |  |  |

| 14 de junio | England Saxons | 56 – 17 | Estados Unidos |  |  |

### Quinto puesto
| 21 de junio | Estados Unidos | 31 – 13 | Georgia |  |  |

### Tercer puesto
| 21 de junio | Argentina XV | 44 – 29 | Canadá |  |  |

## Final
| 21 de junio | England Saxons | 22 - 49 | Irlanda A |  |  |